# Mermezeu-Văleni, Hunedoara
Mermezeu-Văleni este un sat ce aparține orașului Geoagiu din județul Hunedoara, Transilvania, România. Această localitate este atestată de prin 1800,în zona aceasta se refugiau haiduci, persoanele certate cu legea. A avut o școală primară. În anul 2009, a fost sfințită biserica, în urma unei reparați capitale efectuate de primăria orașului Geoagiu și enoriași care mai au proprietăți în acest sat.

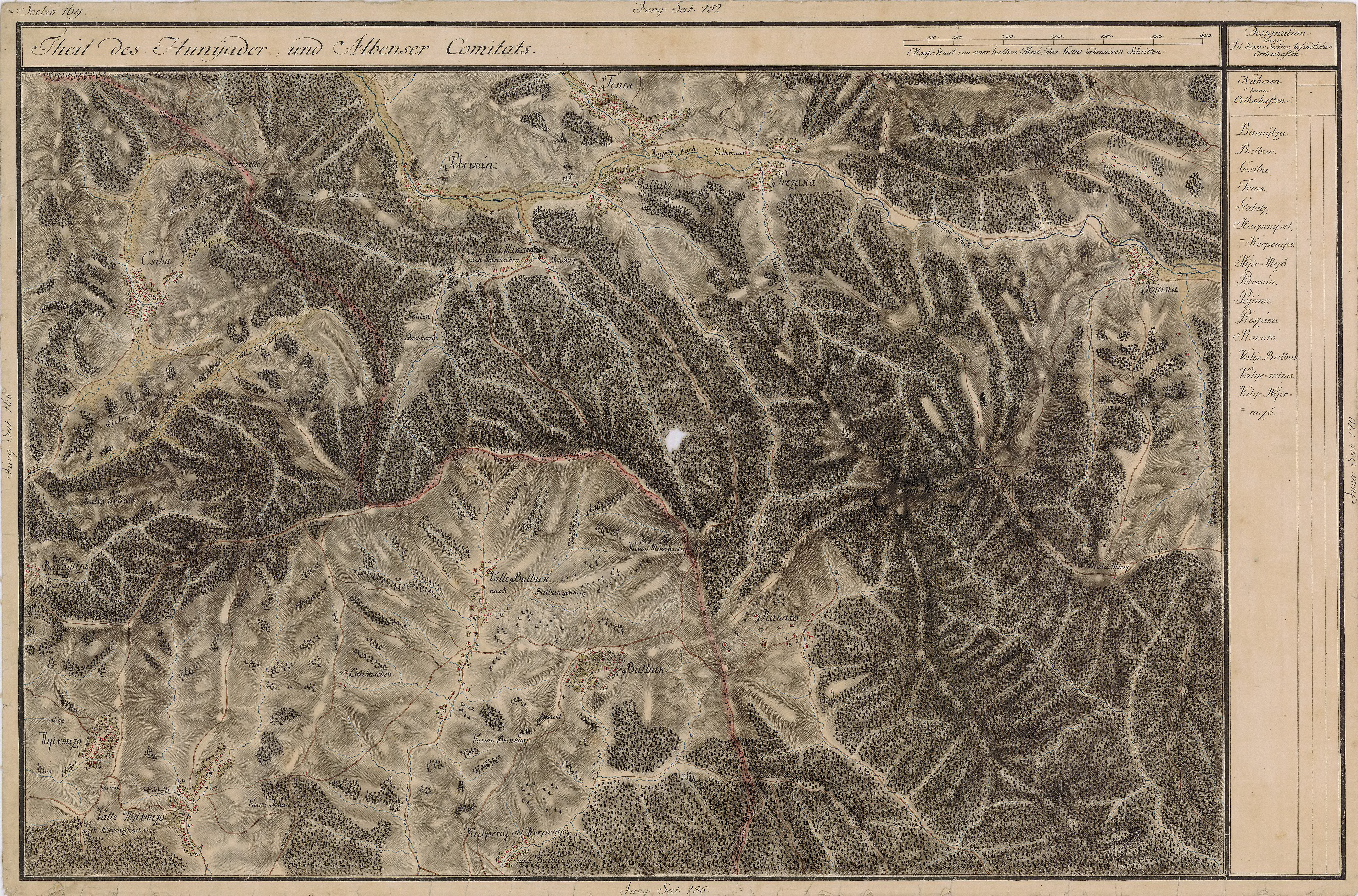
Mermezeu în Harta Iosefină a Transilvaniei, 1769-1773